# Kuwait nos Jogos Paralímpicos de Verão de 2004
Kuwait participou dos Jogos Paralímpicos de Verão de 2004, que foram realizados na cidade de Atenas, na Grécia, entre os dias 17 e 28 de setembro de 2004.
A delegação, com 14 integrantes, conquista seis medalhas (1 ouro, 2 pratas, 3 bronzes) e termina na quadragésima oitava posição no quadro de medalhas.